# Paracentrobia subflavella
Paracentrobia subflavella är en stekelart som först beskrevs av Girault 1916.  Paracentrobia subflavella ingår i släktet Paracentrobia och familjen hårstrimsteklar. Inga underarter finns listade i Catalogue of Life.